# مارکو ورمی
مارکو ورمی (هلندی: Marco Vermey؛ زادهٔ ۱۱ ژوئن ۱۹۶۵) دوچرخه‌سوار اهل هلند است.